# Mohán

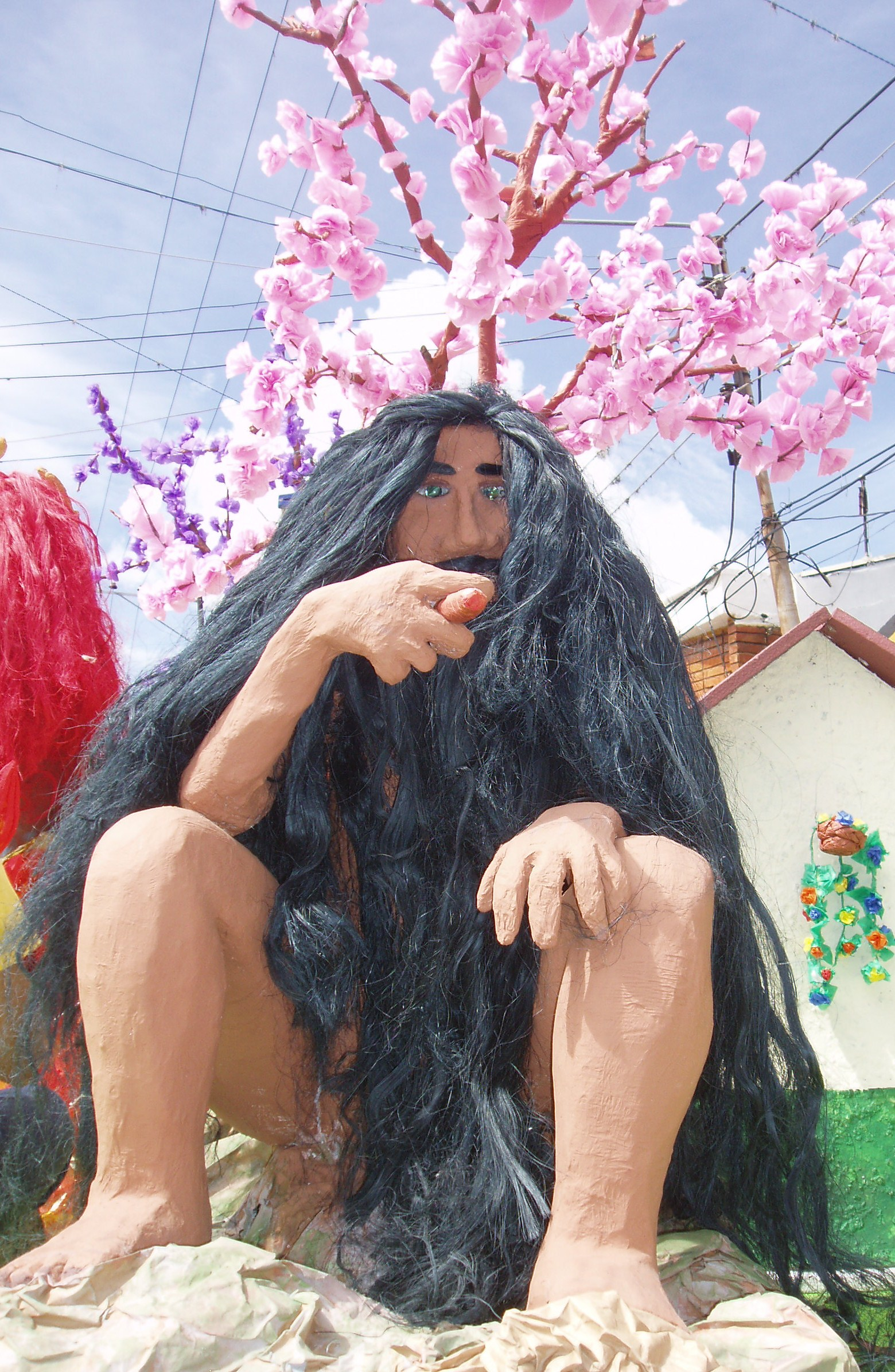
Un muñeco de Mohán.

El Mohán es un personaje perteneciente a los mitos folclóricos de Colombia. Se le describe como un ser humano, muy corpulento, con una abundante, larga y descuidada cabellera con la que cubre gran parte de su cuerpo. Otras veces cuentan que es un ser musgoso, de ojos brillantes y uñas largas y afiladas. Según las leyendas, ronda en cavernas cercanas a quebradas, ríos o lagunas, se dice que el Mohán puede ser detectado en las noches cerca del río. Su cara tosca y de fiera expresión, sus frecuentes griterías y risotadas, hacen del Mohán el terror de los que trabajan cerca de los ríos o en barcos, como pescadores, bogas y lavanderas.
Es uno de los personajes mitológicos más representativos de lo que anteriormente se conocía como Estado Soberano del Tolima (Colombia), que comprendía los territorios actuales de Tolima y Huila.

## Características regionales
Las características del Mohán varían según las regiones: En Córdoba, un cerro ubicado en el municipio de Momil (Colombia), a la ciénaga grande (en la era precolombina sus orillas estaban pobladas por sinúes) la tradición le atribuye vida, personalidad propia y poderes sobrenaturales, de ahí frases como: "pero el gran Mohán no me deja".
En Cundinamarca, el Mohán es descrito como un hechicero que tuvo una visión de la llegada de los españoles y se refugió en un monte ,le creció una abundante cabellera, y se volvió El Mohán, sin embargo en algunos aspectos, su apariencia es diferente. Es descrito como un hombre gigantesco que fuma un tabaco, de ojos brillantes y rojizos con apariencia de llamas de fuego, boca grande, dientes de oro y tez quemada. Al momento de su aparición es juguetón, enamorado y serenatero, y se dedica a perseguir las jóvenes lavanderas. Algunos campesinos de la región dicen haberlo visto por el río Magdalena tocando guitarra o flauta. Describen al Mohán con barba espesa y larga como la de un patriarca terrible que infunde autoridad y a la vez una sensación de malicia diabólica; afirman que para el Mohán las cuevas de oro son sagradas porque las considera su hogar y refugio. 
Es considerado una deidad de las aguas, ríos, quebradas y riachuelos. Y también se la pasa vagando asustando en los ríos.
En el Tolima, el Mohán (o Poira) es uno de los mitos más importantes en este departamento, siendo descrito como un hombre de piel y cabello oscuro siempre abundante. A causa de esta última característica algunos habitantes se refieren a este como un oso negro. En algunos municipios se dice que es de baja estatura, musculoso y de ojos y mirada vivaz. Según la tradición, este se transporta en balsa, fuma tabaco para espantar los insectos y se transforma en ser humano para comprar aguardiente.
En cuanto a su temperamento es temido por huraño, huidizo, traicionero y bastante celoso con las andinas de esta región, además también se ha comentado que el Mohán frecuenta las salidas familiares y las ollas descuidadas al hacer las deposiciones en el sancocho.

## El Mohán en la literatura
- El Mohán - John M3 Frame (2019)